# Place Lafayette, Rouen
Place Lafayette, Rouen is een schilderij van de Franse impressionistische kunstschilder Camille Pissarro, in olieverf op doek, 46,3 × 55,7 centimeter groot. Het werd geschilderd in 1883 in een techniek die de eerste kenmerken vertoont van het pointillisme. Afgebeeld is de kade van Rouen. Het werk bevindt zich thans in de Courtauld Gallery te Londen.

## Context
Net als Claude Monet, die er zijn kathedralenreeks schilderde, verbleef ook Pissarro regelmatig in Rouen om er te werken. In 1883 maakte hij er een aantal haven- en riviergezichten en later een omvangrijke serie schilderijen van de opkomende industrie.
In 1883 kwam Pissarro naar Rouen op uitnodiging van Eugène Murer, een voormalige banketbakker die nu een hotel runde langs de Seine en die optrad als mecenas van diverse impressionisten. De haven van Rouen was in die tijd sterk aan verandering onderhevig en groeide hard, mede onder invloed van de concurrentie van Le Havre. Belangrijk was de import van katoen uit de Verenigde Staten voor de plaatselijke textielindustrie. Er waren steeds meer kranen te zien, de kades werden geheel verhard, vaarroutes uitgediept en nieuwe pakhuizen gebouwd. De hoeveelheid vracht was in tien jaar tijd verdubbeld.

## Afbeelding
De Place Lafayette lag toentertijd op het industrieterrein Sainte-Sever, tegenover het centrum van Rouen, op de linker-Seineoever. Pissarro heeft Place Lafayette geschilderd vanaf zijn hotelkamer schuin tegenover de Pont Pierre Corneille, die vlak bij zijn hotel lag. Aan de kade liggen zeil- en stoomschepen nog afwisselend afgemeerd. Op het meest dichtbijgelegen schip staat een kraan. Paard en wagen voeren de vracht af. Aan de overzijde is de toenemende industrialisering langs de kade zichtbaar. Ver weg, op de helling van de Côte Sainte Catherine, staat de Basilique Notre-Dame de Bonsecours, die de bedrijvigheid beneden vanuit de hoogte aan zich voorbij laat gaan.
Kunsthistorisch gezien is Place Lafayette, Rouen van belang, omdat Pissarro hier voor het eerst echt experimenteerde met de pointillistische techniek van kleine, tamelijk droge pasteuze toetsen, waarmee hij samen met Georges Seurat en Paul Signac de basis legde voor het neo-impressionisme. Hij wilde af van wat hij omschreef als de "al te aangenaam ogende romantische verfstreken" van zijn collega's Renoir en Monet, hoewel hij de toepassing van blauwtinten in de schaduwpartijen weer duidelijk van de laatste had afgekeken.
De kracht van het schilderij zit hem vooral in de subtiele, fragmentarisch weergegeven kleurschakeringen waarmee Pissarro de klamme mist uitbeeldt, zoals die vaker over Rouen hangt. Het verhult de meeste vormen ervan en verleent de geïndustrialiseerde omgeving bijna iets "poëtisch".

## Galerij

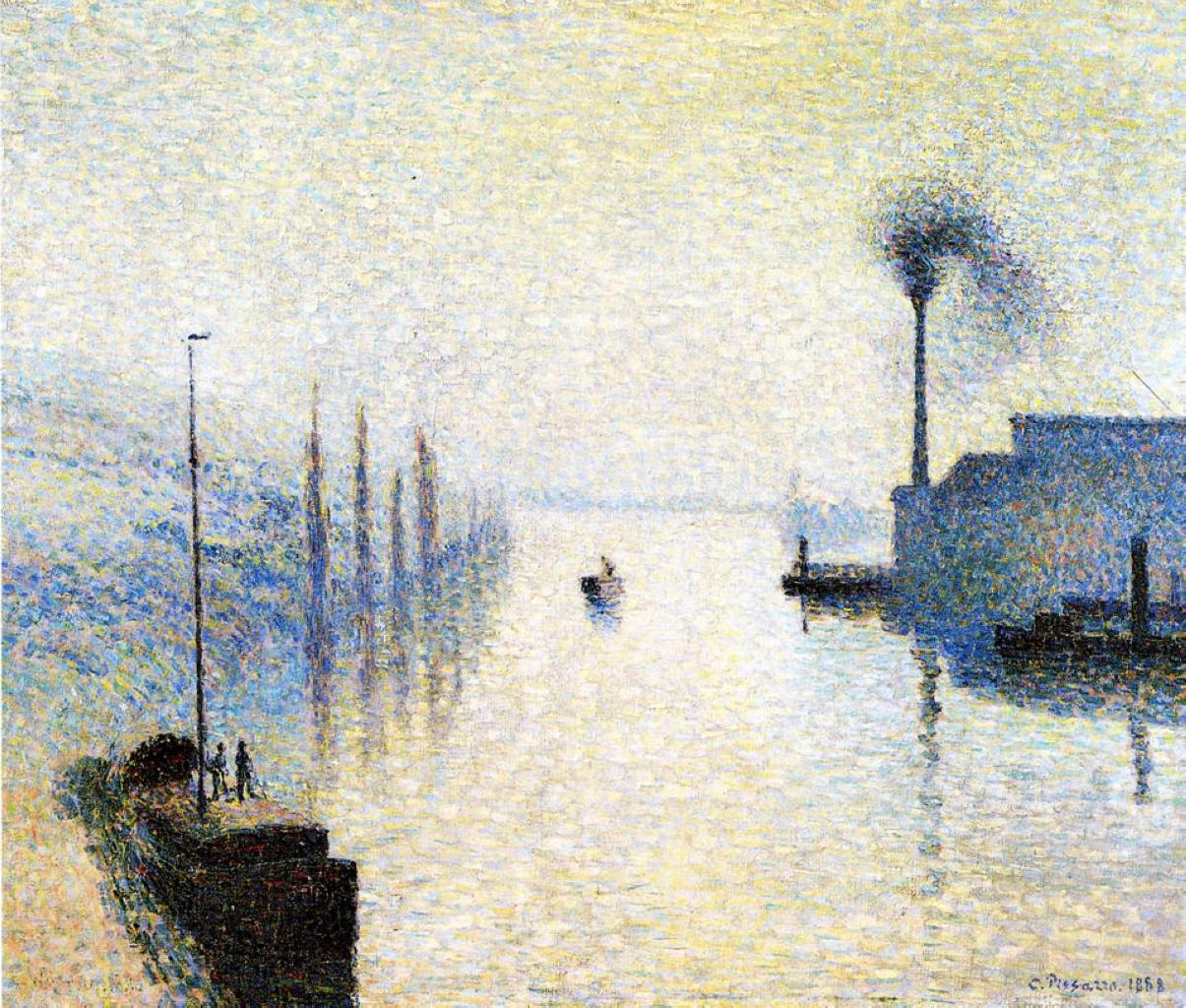
Havengezicht te Rouen, 1888, waarin de pointillistische techniek alweer verder is uitgewerkt.
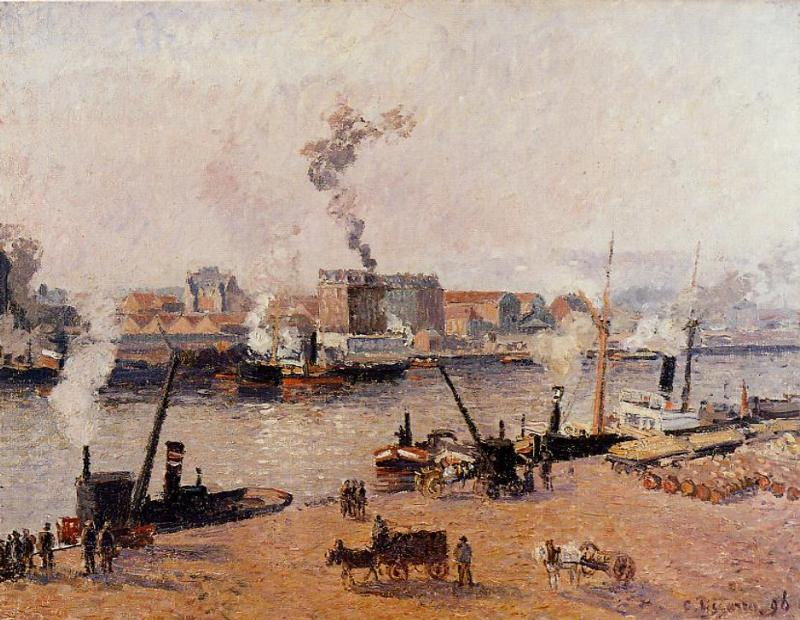
Havengezicht te Rouen, 1896, waarin de pointillistische techniek alweer minder expliciet is
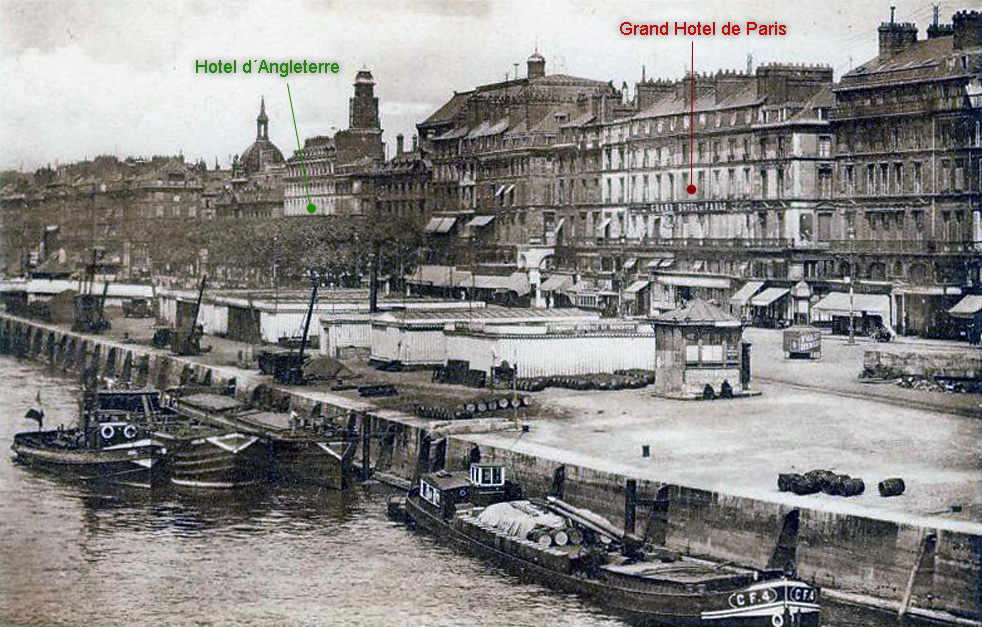
Rouen eind 19e eeuw, met aanduiding hotels waar Pissarro tijdens zijn verblijven logeerde.